# Triết học thông tin
Triết học thông tin (philosophy of information) là một nhánh của triết học nghiên cứu các chủ đề liên quan đến khoa học máy tính, khoa học thông tin và công nghệ thông tin.
Môn này bao gồm: 
1. Tìm hiểu quan trọng về bản chất khái niệm và các nguyên tắc cơ bản của thông tin, bao gồm động lực học, sử dụng và khoa học của nó
2. Xây dựng và ứng dụng các phương pháp lý thuyết thông tin và tính toán cho các vấn đề triết học.

## Lịch sử
Triết lý thông tin đã phát triển từ triết lý về trí tuệ nhân tạo, logic thông tin, điều khiển học, lý thuyết xã hội, đạo đức và nghiên cứu ngôn ngữ và thông tin.

### Logic thông tin
Logic của thông tin, còn được gọi là lý thuyết thông tin logic, xem xét nội dung thông tin của các dấu hiệu và biểu thức logic dọc theo các tư tưởng ban đầu được phát triển bởi Charles Sanders Peirce.

### Điều khiển học
Một nguồn cho triết lý thông tin có thể được tìm thấy trong công trình kỹ thuật của Norbert Wiener, Alan Turing (mặc dù công trình của ông có nguồn gốc và khung lý thuyết hoàn toàn khác nhau), William Ross Ashby, Claude Shannon, Warren Weaver và nhiều nhà khoa học khác làm việc lý thuyết điện toán và thông tin trở lại vào đầu những năm 1950. Xem bài viết chính tại Điều khiển học.
Một số công việc quan trọng về thông tin và truyền thông được thực hiện bởi Gregory Bateson và các đồng nghiệp của ông.

### Nghiên cứu ngôn ngữ và thông tin
Những đóng góp gần đây cho lĩnh vực này được thực hiện bởi Fred Dretske, Jon Barwise, Brian Cantwell Smith và những người khác.
Trung tâm Nghiên cứu Ngôn ngữ và Thông tin (CSLI) được thành lập tại Đại học Stanford vào năm 1983 bởi các nhà triết học, nhà khoa học máy tính, nhà ngôn ngữ học và nhà tâm lý học, dưới sự chỉ đạo của John Perry và Jon Barwise.

### P.I.
Gần đây, lĩnh vực này đã được biết đến như là triết học của thông tin. Cách diễn đạt này được Luciano Floridi, người đã xuất bản nhiều bài viết trong lĩnh vực này đặt ra vào những năm 1990 với mục đích xây dựng một khung khái niệm thống nhất và mạch lạc cho toàn bộ chủ đề.